# الجامعة الفرنسية الأذربيجانية
تأسست الجامعة الفرنسية الأذربيجانية ((بالأذرية: Azərbaycan-Fransız Universiteti)‏، (بالفرنسية: L'Université franco-azerbaïdjanaise)‏, UFAZ) عام 2016 ضمن مبادرة أطلقها الرئيس الأذربيجاني إلهام علييف والرئيس الفرنسي فرانسوا أولاند كمشروع مشترك بقيادة جامعة ستراسبورغ وجامعة أذربيجان الحكومية للنفط والصناعة (ASOIU).
يحتل الحرم الجامعي مبنى تاريخي في «شارع نظامي» في مركز مدينة باكو عاصمة أذربيجان.
يدرّس فيها حوالي 70 بروفيسوراً ويلتحق بها حوالي 538 طالباً.

## التعليم
التدريس في الجامعة الفرنسية الأذربيجانية باللغة الإنجليزية، ويتبع المنهج الدراسي الأكاديمية المتّبع في جامعة ستراسبورغ وجامعة رين 1 وتمنح درجة البكالوريوس في هندسة البترول والغاز .
لمواءمة مناهج المرحلة الجامعية في فرنسا مع برنامج البكالوريوس والذي مدة 4 سنوات في أذربيجان ، فإن السنة الأولى في الجامعة الفرنسية الأذربيجانية تكون سنة تأسيسية يتكون طاقم التدريس في الجامعة من أساتذة فرنسين وأذربيجانين. يتلقى الخريجون شهادة (ASOIU) الأذربيجانية وشهاة دبلوم وطني من جامعة ستراسبورغ أو جامعة رين 1.
في الوقت الحاضر، تضم الجامعة 4 تخصصات على مستوى البكالوريوس، هي الهندسة الكيميائية الهندسة الجيوفيزيائية، علم الحاسوب، وهندسة النفط.
يحصل معظم طلاب الجامعة الفرنسية الأذربيجانية (أكثر من 80%) على منحة دراسية يتلقون بموجبها تعليماً مجانياً بموجب دعم مالي من الحكومة الأذربيجانية.
ستفتتح الجامعة برنامج ماجستير في السنة الدراسية 2020\2021 في تخصصات هندسة كيميائية / كيمياء فيزيائية، علوم الأرض وعلوم الحاسوب التطبيقية (بيانات ضخمة والذكاء الاصطناعي).

## مواقع أخرى
- الموقع الرسمي